# Acromantis australis
Acromantis australis, é uma espécie de louva-a-deus encontrada na Austrália, Ilhas Aru, Nova Guiné e Run.